# Thyrgis angustifascia
Thyrgis angustifascia är en fjärilsart som beskrevs av Erich Martin Hering 1925. Thyrgis angustifascia ingår i släktet Thyrgis och familjen björnspinnare. Inga underarter finns listade i Catalogue of Life.